# Gilletianus mindorensis
Gilletianus mindorensis är en skalbaggsart som beskrevs av Ochi, Kon och Kawahara 2010. Gilletianus mindorensis ingår i släktet Gilletianus och familjen Aphodiidae. Inga underarter finns listade i Catalogue of Life.